# Waterman (cráter)

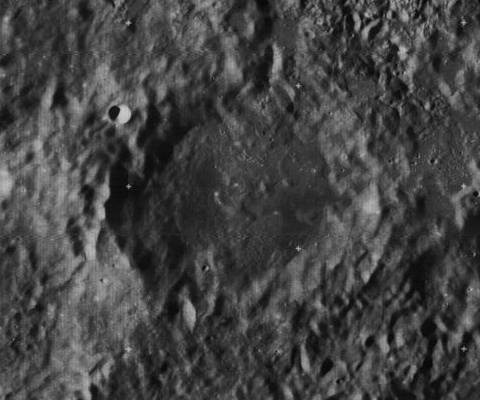
Fotografía de la misión Lunar Orbiter 3

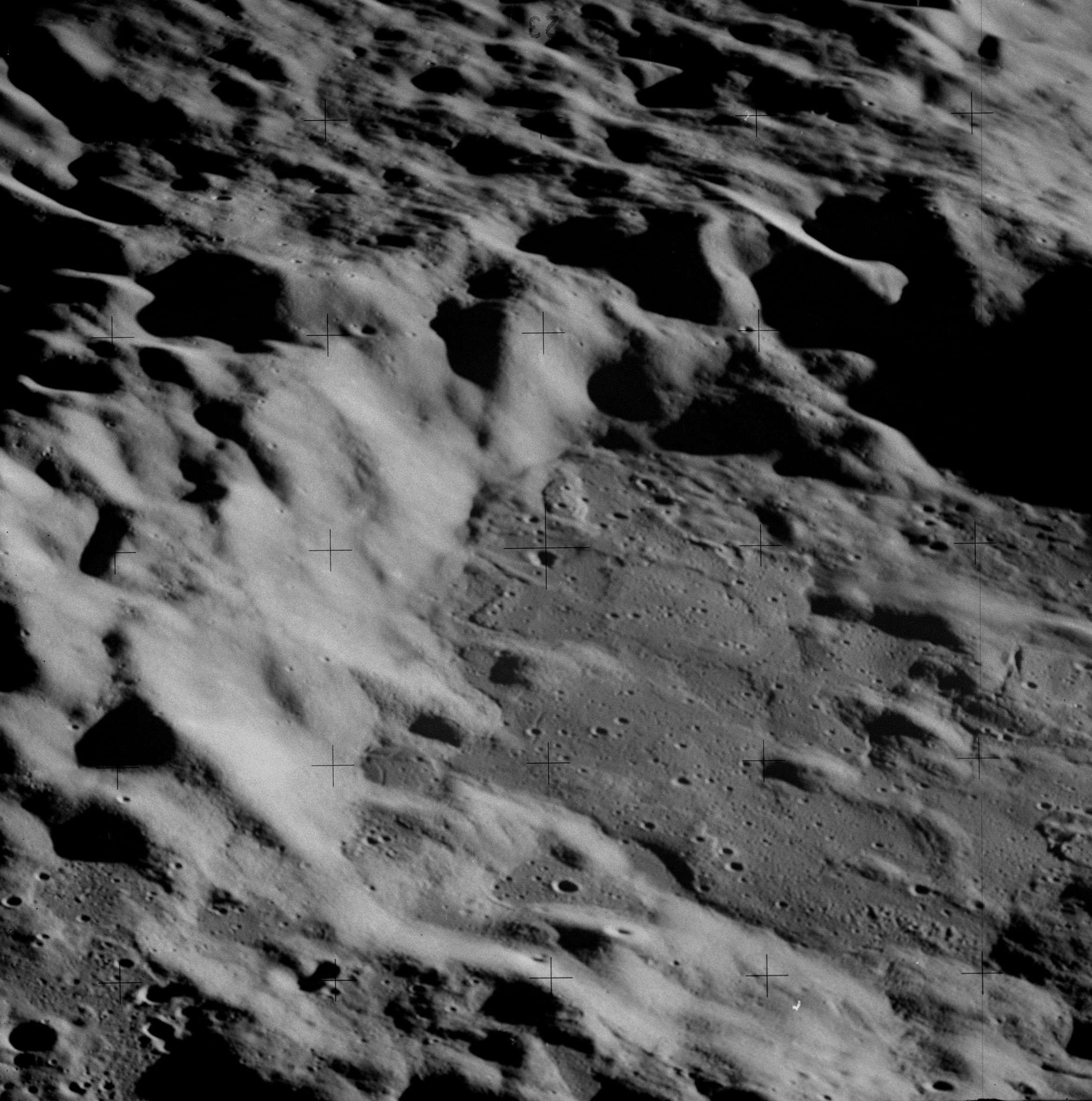
Vista oblicua desde el Apolo 17

Waterman es un cráter de impacto que se encuentra en la cara oculta de la Luna, por lo que no se puede ver directamente desde la Tierra. Se encuentra junto al lado sur de la muralla del prominente cráter Tsiolkovskiy. Casi conectado al suroeste se halla Neujmin, por lo que Waterman se encuentra a horcajadas entre estos dos elementos.
El borde exterior de Waterman ha sido algo modificado por su proximidad a Tsiolkovskiy al norte, y presenta una forma levemente oval. El perfil del borde aparece desgastado e irregular, con materiales eyectados acumulados en el lado norte de la plataforma interior. Destacan dos zonas de bajo albedo en el lado sur del suelo interior, habitualmente formadas por depósitos de lava basáltica. Unas cuantas crestas bajas se localizan alrededor del centro y también al este del punto medio.